# 하의도
하의도(荷衣島)는 대한민국 전라남도 신안군 하의면에 있는 섬이다. 면적은 14.46km2, 인구는 1970명(1999년 기준)이다. 대한민국의 제15대 대통령이었던 김대중의 출생지이다.

## 개요
원래는 여러 섬들로 나뉘어 있었지만 간척 공사를 통해 연결되었다. 마을은 대부분 산기슭에 있고 주변에는 넓은 면적의 논밭이 형성되어 있다. 주요 농산물에는 쌀, 보리, 콩, 고추, 고구마, 마늘, 파 등이 있으며 주변 해역에서는 멸치와 장어를 어획한다. 특산물에는 낙지, 유자 등이 있다.